# Нарусэ, Нобу
Нобу Нарусэ (яп. 成瀬 野生 Нарусэ Нобу, 8 июля 1984, Хакуба, Нагано) — японский лыжник, участник двух Олимпийских игр, многократный призёр Азиатских игр. Специалист дистанционных гонок.

## Карьера
В Кубке мира Нарусэ дебютировал в марте 2004 года, тогда же первый раз попал в тридцатку лучших на этапе Кубка мира. Всего на сегодняшний момент имеет 17 попаданий в тридцатку лучших на этапах Кубка мира, 4 в личных и 13 в командных соревнованиях. Лучшим достижением Нарусэ в общем итоговом зачёте Кубка мира является 106-е место в сезоне 2008-09.
На Олимпиаде-2006 в Турине стал 58-м в дуатлоне 15+15 км и 41-м в гонке на 15 км классикой, кроме того стартовал в гонке на 50 км, но не добрался до финиша.
На Олимпиаде-2010 в Ванкувере стартовал в четырёх гонках: 15 км коньком - 49-е место, дуатлон 15+15 км - 39-е место, командный спринт - 13-е место, масс-старт 50 км - 35-е место.
За свою карьеру принимал участие в двух чемпионатах мира, лучший результат 48-е место в спринте на чемпионате мира - 2011.
Использует лыжи и ботинки производства фирмы Rossignol.